# Ítrabo
Ítrabo es una localidad y un municipio español de la provincia de Granada, en la comunidad autónoma de Andalucía, situado en la comarca de la Costa Granadina. Está situado en el sur de la provincia, en las estribaciones de la sierra de Los Guájares y de la sierra de Ubrite, con una extensión de 19,08 km² a 390 metros sobre el nivel del mar y 75 km aprox. de Granada capital. La población censada de Ítrabo en 2016 era de 1010 habitantes según el INE. 

## Geografía
Se sitúa en el suroeste de la provincia de Granada, formando parte de la comarca de la Costa Granadina. Su término municipal ocupa unos 19 km² y tiene una densidad de 58,86 hab/km². Se encuentra situada a una altitud de 390 m s. n. m. y a 75 km de la capital de provincia, Granada.
Limita al norte con los términos municipales de Los Guájares, por el sudoeste con Almuñécar y Jete, y por el sureste con Molvízar y Salobreña.
El acceso al municipio de Ítrabo se realiza por la antigua N-323 y luego tomando la carretera comarcal GR-5300, que tras pasar por los desvíos de Lobres y Molvízar nos lleva directamente hasta Ítrabo.
Coronando Ítrabo aparece el Picacho, que es el pico en cuya falda está el pueblo, concretamente, Ítrabo se encuentra al pie de la loma de Bodíjar, justo debajo del Picacho.
Por las faldas del Picacho hay pinares y parajes de una gran belleza e interés natural, disponiendo de dos rutas de senderismo entre las que elegir, estas son la ruta de Al-Idrisi, y la ruta de León el Africano.

## Historia
La historia de Ítrabo se remonta a los accesos a esta zona para comerciar por parte de fenicios, aunque se desconoce su fundación.

### Edad Media
Sus orígenes se han perdido en el tiempo, aunque Ibu al-Atir habla de Ítrabo en el siglo XII, por lo que se puede decir que el pueblo ya existía en la época musulmana y principios de la cristiana. En el siglo XII, Al-Idrisi inserta en sus libros de itinerarios las Alquerías (Conjunto de Cortijos de Labranza) de Melicena (Balisana), Paterna y el puerto de Castell de Ferro (Marsá al-Farruh), dentro de un mismo recorrido. Por las mismas fechas, Ibu Gayr inserta en su Faharasa la biografía de un personaje, Nisba  al-Itrabī (al cual le debe Ítrabo el nombre), procedente de una de las Alquerías de Almuñécar, fácilmente identificada con la actual Ítrabo. 
Por eso Ítrabo conserva un casco urbano con un entramado puramente morisco, de casas blancas y callejuelas estrechas, donde abundan los rincones con encanto.
Como prueba de la influencia musulmana que se respira en Ítrabo es de obligatoria visita la Ermita de la Virgen de la Salud donde se puede contemplar una perfecta integración del paisaje agrario con el medio rural, donde se aprecia el mejor exponente del concepto del jardín musulmán, una huerta floreciente.

### Época cristiana
Tras un periodo de hostilidades con las fuerzas cristianas, la conquista provocó una cierta inestabilidad social que culminó con la expulsión de los moriscos y un despoblamiento generalizado en el siglo XVI.
Cuando los cristianos entraron en Ítrabo después de la toma de Granada por los Reyes Católicos, Ítrabo era una alquería de 50 vecinos, dependiente del alfoz (distrito o jurisdicción) de Almuñécar, teniendo en aquellos momentos una alta producción de morera, para la producción de seda.
Durante los siglos posteriores sufrió los ataques de los piratas berberiscos que no ayudaron en su repoblación hasta ya entrado el siglo XVIII.

## Demografía
Ítrabo cuenta con una población de 956 habitantes (INE 2024).
| Gráfica de evolución demográfica de Ítrabo entre 1842 y 2021                                                        |
| |
| Población de derecho según los censos de población del INE Población de hecho según los censos de población del INE |

## Economía
Nos encontramos ante una economía en donde predomina la agricultura y la ganadería, principalmente el cultivo de higueras, vides y frutos tropicales, en especial los nísperos.

## Patrimonio histórico

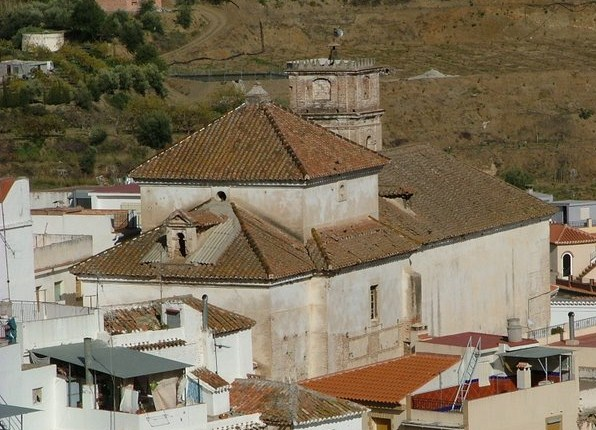
Iglesia de Nuestra Señora del Carmen de Ítrabo.

Cabe destacar la iglesia parroquial de Nuestra Señora del Carmen de estilo neoclásico y hermosas proporciones. De su patrimonio hay que decir que gran parte fue destruido por los milicianos perdiéndose durante la guerra civil: un crucifijo que presidía el altar, una inmaculada muy similar a la de Alonso Cano, un grupo de Santa Ana la Virgen y el Niño.
La iglesia parroquial gracias a su utilización como almacén por los milicianos su conservó sin ningún daño su estructura, también se pudieron recuperar: San Vicente Ferrer (siglo XVIII), dos imágenes pequeñas de Santa Margarita y San Francisco Javier, dos cuadritos representando a la Virgen Niña y a Jesús Niño; así como la pila bautismal. La Ermita de la Virgen de la Salud donde se custodia la Patrona del municipio: Virgen de la Salud (siglo XVII). Es una talla de pequeñas dimensiones, embrutecida por los continuos repintes. Pertenece al estilo de los talleres granadinos y fácilmente identificable con las de Alonso de Mena.